# Bandy i Danmark
Bandy i Danmark har tidvis spelats, men aldrig fått någon bestående popularitet.

## Historia
Bandy introducerades i Danmark 1893 av Charles Goodman Tebbutt och spelades mest i Köpenhamn. Dominerande klubb var "Kjøbenhavns Skøjteløberforening". 1909 bildades det nationella förbundet "Dansk Bandy Union" och danska lag spelade bland annat matcher mot svenska lag från Malmö. I bandyturneringen i Nordiska spelen deltog Kjøbenhavns Skøjteløberforening 1909 och förlorade mot svenska AIK med 0-3. Dansk Bandy Union deltog i Nordiska spelens bandyturnering 1917 och kom fyra bland sex deltagande lag. Danmark avstod från att delta i Nordiska spelens bandyturnering 1922, trots en bandyvänlig vinter i Danmark det året. Bandyintresset minskade starkt efter 1924.
Danmark deltog i Rinkbandy-EM för damer runt 1990 men än har ingen permanent lyckats återintroducera organiserad bandy i Danmark. Dansk Bandy Forbund bildades och blev i september 2014 med i världsbandyförbundet "Federation of International Bandy". Det har emellertid strukits från medlemslistan på FIB:s hemsida i januari 2017.